# Robert F. Chew
Robert Francell Chew (28 décembre 1960 - 17 janvier 2013) est un coach et acteur américain,. Il est surtout connu pour avoir incarné le chef de file de la drogue Proposition Joe dans la série télévisée dramatique de HBO Sur écoute.

## Jeunesse
Chew est né le 28 décembre 1960 à Baltimore. Il est diplômé de la Patterson Park High School (en) puis a étudié la musique à la Morgan State University.

## Carrière
Chew joue dans la série dramatique de HBO Sur écoute en tant que chef de file de la drogue Proposition Joe pendant les cinq saisons de la série,. Le rôle attire les éloges de Chew à la fois pour sa capacité à gérer le dialogue verbeux du personnage et la sympathie qu'il suscite en jouant un « méchant ».
Chew apparaît également dans The Corner (créé par David Simon comme Sur écoute ) et  Homicide: Life on the Street (basé sur un livre de Simon). Simon décrit Chew comme un « acteur intelligent et élégant » et déclare qu'il avait l'un des accents de Baltimore les plus authentiques de la série.
Chew travaille comme coach avec plusieurs des jeunes acteurs (Tristan Wilds, Julito McCullum, Maestro Harrell et Jermaine Crawford) rejoignant la quatrième saison de Sur écoute et avec l'actrice non professionnelle Felicia Pearson, dite Snoop,,. Chew a alors pour objectif d'aider les jeunes acteurs à s'approprier leurs rôles,. Chew trouve alors le travail avec les jeunes enrichissant car cela lui permet de les voir se développer et de les amener à leur plein potentiel.
Chew est également apparu dans le film de HBO La Création de Dieu.

## Mort
Chew meurt d'une crise cardiaque à son domicile de Baltimore le 17 janvier 2013, à l'âge de 52 ans,.